# Klaus Peter Müller-Eiselt
Klaus Peter Müller-Eiselt (* 27. April 1946) ist ein deutscher Jurist. Er war von 1991 bis 2011 Richter am Bundesfinanzhof, seit 2006 als Vorsitzender Richter.

## Leben und Wirken
Müller-Eiselt studierte Rechtswissenschaften an den Universitäten in Freiburg und Tübingen. Nach Abschluss seiner juristischen Ausbildung war er seit 1974 als wissenschaftlicher Assistent an der Universität Freiburg beschäftigt. 1979 trat er in den höheren Dienst der Bundesfinanzverwaltung ein. Nach einer mehrjährigen Lehrtätigkeit an der Fachhochschule des Bundes für öffentliche Verwaltung in Sigmaringen wechselte er 1986 in das Bundesministerium der Finanzen und war dort als Referent für Zollwertrecht, aktive und passive Veredelung sowie Umwandlung und Einfuhrumsatzsteuerrecht tätig. Müller-Eiselt ist promoviert.
Nach seiner Ernennung zum Richter am Bundesfinanzhof im Juli 1991 wies das Präsidium Müller-Eiselt dem VII. Senat zu, der im Wesentlichen für das Zoll-, Verbrauchsteuer- und Marktordnungsrecht, das Haftungs- und Vollstreckungsrecht sowie das allgemeine Recht der Abgabenordnung und das Steuerberatungsrecht zuständig ist. Mit der Ernennung zum Vorsitzenden Richter im Januar 2006 übernahm Müller-Eiselt den Vorsitz des Senats. Er war zudem Mitglied des Großen Senats. Müller-Eiselt trat am 30. April 2011 in den Ruhestand.